# Sultan Pur Majra
Sultan Pur Majra è una suddivisione dell'India, classificata come census town, di 163.716 abitanti, situata nel distretto di Delhi Nord Ovest, nello territorio federato di Delhi. In base al numero di abitanti la città rientra nella classe I (da 100.000 persone in su).

## Società

### Evoluzione demografica
Al censimento del 2001 la popolazione di Sultan Pur Majra assommava a 163.716 persone, delle quali 88.313 maschi e 75.403 femmine. I bambini di età inferiore o uguale ai sei anni assommavano a 26.289, dei quali 13.993 maschi e 12.296 femmine. Infine, coloro che erano in grado di saper almeno leggere e scrivere erano 99.932, dei quali 61.275 maschi e 38.657 femmine.